# Aage Chemnitz
Aage Chemnitz (* 26. Juni 1927 in Alluitsoq; † 17. Mai 2006) war ein grönländischer Kaufmann.

## Leben
Aage Chemnitz war der Sohn des Pastors Karl Johan Pavia Chemnitz (1884–1965) und seiner Frau Margrethe Kristine Rosa Julie Høegh (1897–1978). Über seinen Vater war er ein Enkel von Jens Chemnitz und ein Neffe von Jørgen Chemnitz und über seine Mutter ein Neffe von John Høegh, Pavia Høegh und Frederik Høegh. Seine Schwester war Gudrun Chemnitz (1928–2004). Er heiratete am 27. Dezember 1948 Oline Kleist (1927–2005), Tochter des Oberkatecheten Andreas Kleist († 1934) und seiner Frau Sara Karlsen († 1986).
Aage schloss 1945 die Sorø Akademi in Dänemark ab und wurde Volontär in Diensten von Grønlands Styrelse. Er begann eine Handelskarriere bei Den Kongelige Grønlandske Handel (KGH) und wurde 1947 Handelsassistent in Qaqortoq. 1950 wechselte er nach Sisimiut und 1954 nach Maniitsoq. Dort wurde er 1958 zum Oberassistenten befördert. 1960 wechselte er nach Nanortalik. 1962 wurde er dort kommissarisch zum Handelschef ernannt. 1965 wechselte er nach Tasiilaq und wurde dort 1966 Handelschef. 1973 wurde er Handelsinspektor in Nuuk. 1981 wurde er zum letzten Direktor des KGH ernannt, bevor dieser 1985 aufgelöst und Aage Chemnitz pensioniert wurde. Von 1974 bis 1985 war er zudem Aufsichtsratsmitglied bei Grønlandsfly.
Am 20. Juni 2001 erhielt er den Nersornaat in Gold. Zudem war er Ritter 1. Grades des Dannebrogordens. Er starb 2006 im Alter von 78 Jahren.